# Флавий Флоренций (консул 361 года)
Флавий Флоренций (лат. Flavius Florentius; умер после 363 года) — государственный деятель Римской империи середины IV века, консул 361 года. Был префектом претория Галлии при цезаре Юлиане, но даже после его мятежа оставался сторонником августа Констанция II. В 362 году был заочно приговорён к смерти, но смог спастись. 

## Биография
Первое упоминание о Флавии Флоренции относится примерно к 345 или 346 году. Флоренций имел тогда ранг комита при императоре Констанции II и пользовался влиянием. Сохранилось его письмо к Афанасию Великому с просьбой вернуться в Александрию, из чего историки делают вывод, что Флоренций был христианином. Следующее упоминание Флоренция относится к 357 году, когда он занимал пост префекта претория Галлии. Аммиан Марцеллин рассказывает, что Флоренций высказался за то, чтобы вступить в бой с алеманнами при Аргенторате: он оценивал положение римской армии как рискованное, но в то же время полагал, что не следует упускать шанс, пока враг стоит плотными рядами. Зимой 358/359 года, когда доходы Галлии от подушного и земельного налогов не достигли желаемого уровня, префект предлагал цезарю Юлиану прибегнуть к «экстренным взысканиям», чтобы восполнить недостачу. Однако цезарь выступил против наложения дополнительного бремени на галльские провинции, поскольку полагал, что такие сборы их разорят, а предложенный ему указ о повышении налогов даже бросил на пол. Узнав об этом, Констанций прислал Юлиану «внушение не позволять себе резких поступков, чтобы не показалось, будто Флоренций не пользуется достаточным доверием». В 358/359 году Флоренций предложил заплатить 2 тысячи фунтов серебра германцам, чтобы позволить хлебному флоту Юлиана из Британии беспрепятственно пройти вверх по Рейну, и представил это предложение Констанцию. Потом оно было передано обратно Юлиану, который отклонил его.
В целом отношения между Флоренцием и Юлианом не сложились. Тем не менее Флоренций оставался префектом Галлии до начала 360 года, когда Констанций отдал приказ о переброске галльских войск на восточные границы для предполагаемого похода против персов. Этот приказ, как считал Аммиан Марцеллин, был отдан по совету Флоренция, который удалился в Виенну под предлогом обеспечения заготовки провианта, полагая, что приказ о переводе войск приведёт к беспорядкам (это и произошло позднее). Когда Флоренций узнал, что мятежные войска провозгласили Юлиана августом, он покинул Галлию и уехал ко двору Констанция. Юлиан отправил вслед за ним его семью и имущество, оставшееся в неприкосновенности, а новым префектом претория назначил Небридия.
По-видимому, Констанций очень уважал Флоренция: когда скончался префект претория Иллирика Анатолий, император назначил Флоренция его преемником, а затем удостоил звания консула на 361 год. Коллегой Флоренция стал Флавий Тавр. Однако в ноябре 361 года Констанций умер, и Юлиан сосредоточил в своих руках власть над всей империей. В начале 362 года в Халкидоне был учреждён трибунал, который заочно приговорил Флоренция к смерти. Тому пришлось скрываться вместе с семьёй; когда два отставных имперских агента сообщили Юлиану, что знают, где находится Флоренций, Юлиан упрекнул их в том, что они доносчики, и отказался слушать дальше, предпочитая оставить бывшего префекта в страхе. Известно, что после гибели Юлиана Флоренций вернулся к нормальной жизни. 
У Флоренция было два сына — комит Востока 393 года Луциан и консуляр Сирии 392/393 года Флоренций. Авторы Prosopography of the Later Roman Empire, впрочем, сомневаются в том, что консуляр Сирии был его сыном.